# Georg zu Löwenstein-Wertheim-Freudenberg

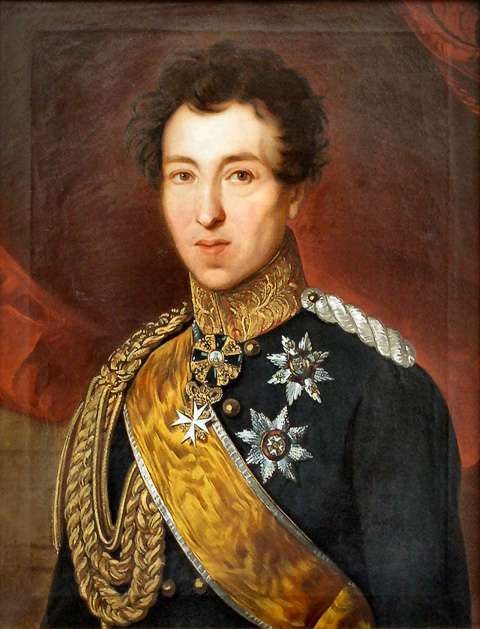
Fürst Georg zu Löwenstein-Wertheim-Freudenberg

Georg Wilhelm Ludwig zu Löwenstein-Wertheim-Freudenberg (* 15. November 1775 in Wertheim; † 26. Juli 1855 ebenda) war ein deutscher Standesherr und zweiter Fürst zu Löwenstein-Wertheim-Freudenberg.

## Herkunft

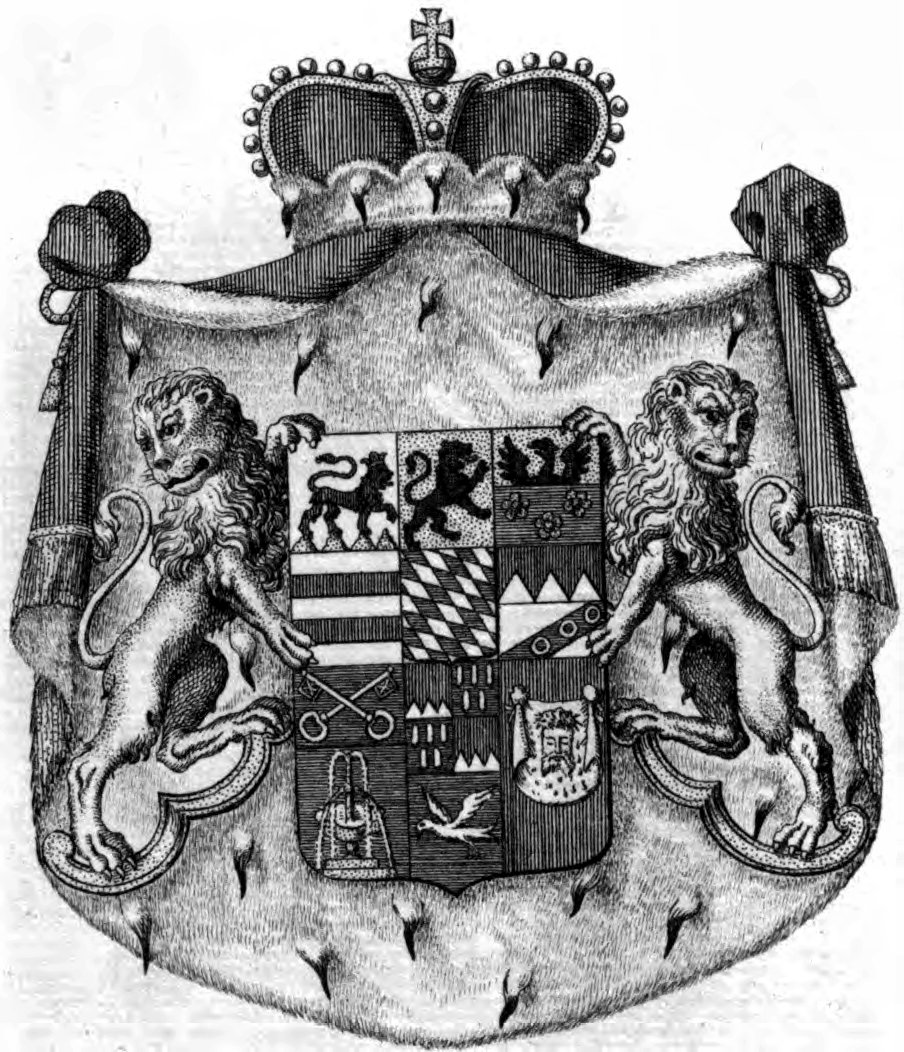
Wappen der Fürsten von Löwenstein-Wertheim-Freudenberg

Das Adelsgeschlecht derer zu Löwenstein geht zurück auf den Wittelsbacher Friedrich I., den Siegreichen, Kurfürst von der Pfalz (1425–1476), dessen Kinder aus seiner morganatischen Ehe mit Clara Tott in der eigenen Dynastie nicht erbberechtigt waren, weshalb sie ein eigenständiges Adelsgeschlecht bildeten. Mit dem Tod des Grafen Ludwig III. von Löwenstein im Jahre 1611 entstanden die beiden Hauptlinien, die evangelische Linie Löwenstein-Wertheim-Virneburg (später Freudenberg) und die katholische Linie Löwenstein-Wertheim-Rochefort (später Rosenberg).

## Familie
Georg stammte aus der Ehe von Fürst Johann Karl Ludwig zu Löwenstein-Wertheim-Freudenberg (1740–1816) mit Dorothea Landgräfin von Hessen-Philippsthal-Barchfeld (1738–1799). Er hatte noch elf Geschwister, vier davon starben allerdings früh. Er heiratete am 26. August 1800 Ernestine Luise Gräfin von Pückler-Limburg (1784–1824). Das Paar hatte fünf Kinder:
- Prinzessin Luise Wilhelmine zu Löwenstein-Wertheim-Freudenberg (1803–1803)
- Prinz Adolf, dritter Fürst zu Löwenstein-Wertheim-Freudenberg (1805–1861)
- Prinzessin Malwina zu Löwenstein-Wertheim-Freudenberg (1808–1879), ⚭ Standesherr Friedrich Graf zu Ysenburg und Büdingen in Philippseich (1800–1864)
- Prinz Oscar Ludwig zu Löwenstein-Wertheim-Freudenberg (1811–1819)
- Prinz Achilles Ferdinand zu Löwenstein-Wertheim-Freudenberg (1813–1819)

In zweiter Ehe heiratete Georg am 22. Januar 1827 Gräfin Charlotte von Isenburg-Büdingen-Philippseich (1803–1874), die Ehe blieb kinderlos.

## Leben
Seit Mitte der 1790er Jahre war Georg mit diplomatischen Missionen seines Hauses in Paris beauftragt. Es ging in erster Linie um Entschädigungsfragen im Zusammenhang mit der Mediatisierung der Territorien seines Vaters. Im August 1806 unternahm er den Versuch, Napoleon die Ländereien seines Hauses als Lehen anzutragen, um die Mediatisierung zu verhindern. 1807 trat er als Ehrenoberstallmeister und Ordonnanzoffizier in die Dienste von Jérôme Bonaparte, König von Westfalen.
Wegen des Verlusts der linksrheinischen Gebiete erfolgte 1812/13 eine Namensänderung des Hauses von Löwenstein-Wertheim-Virneburg in Löwenstein-Wertheim-Freudenberg. 1816, mit dem Tod seines Vaters, übernahm Fürst Georg die Leitung seines Hauses.
Als Standesherr besaß Georg zu Löwenstein-Wertheim-Freudenberg von 1819 bis zu seinem Tod einen Sitz in der Ersten Kammer Badens und Württembergs. Er nahm häufig an Sitzungen teil und galt als einer der aktivsten Standesherren unter den Parlamentariern.

## Auszeichnungen
- 1825 Großkreuz des Ordens vom Zähringer Löwen[1]
- 1833 Großkreuz des Ordens der Württembergischen Krone[2]